# Fantine Harduin

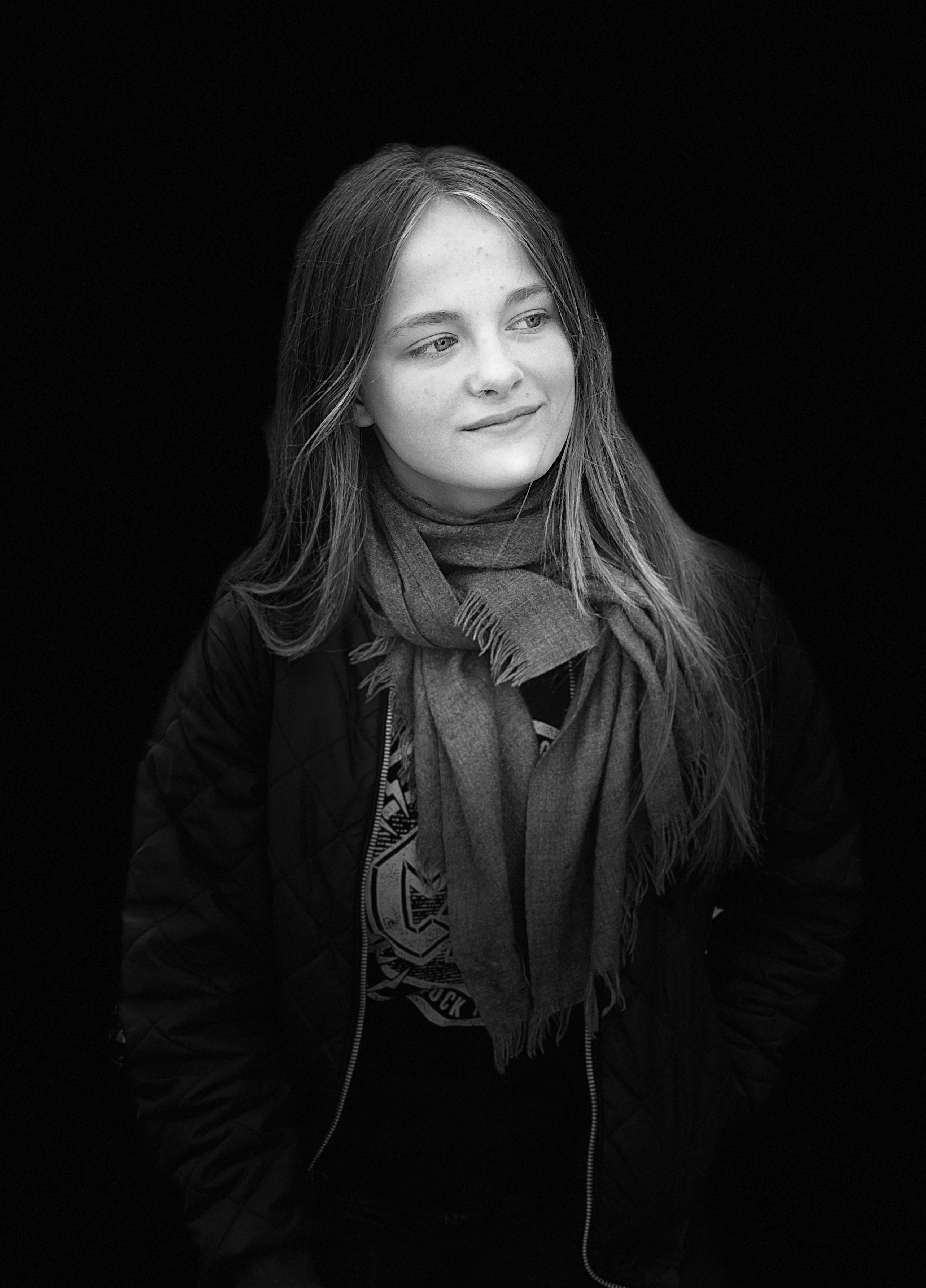
Fantine Harduin im Jahr 2019

Fantine Harduin (* 23. Januar 2005 in Mouscron) ist eine belgische Schauspielerin.

## Leben
Fantine Harduin wurde im belgischen Mouscron geboren, was direkt an der französischen Grenze liegt. Bereits vor dem Alter von 10 Jahren hatte sie ihren ersten Fernsehauftritt in der Serie Engrenages – Im Fadenkreuz der Justiz. Bekanntheit erlangte Harduin in den Filmen Happy End an der Seite von Isabelle Huppert und Jean-Louis Trintignant und Adoration, für welche sie bei den Magritte-Verleihungen jeweils in der Kategorie Beste Nachwuchsdarstellerin nominiert wurde. Bei den Sitges Festival Internacional de Cinema Fantàstic de Catalunya erhielt sie für Adoration gemeinsam mit Thomas Gioria eine Auszeichnung in der Kategorie  Besondere Erwähnung (Kinderschauspieler).

## Filmografie
- 2014: Engrenages – Im Fadenkreuz der Justiz (Engrenages) (Fernsehserie, 2 Folgen)
- 2016–2019: Public Enemy (Ennemi public) (Fernsehserie, 7 Folgen)
- 2016: Fannys Reise (Le Voyage de Fanny)
- 2017: Happy End
- 2018: A Breath Away (Dans la brume)
- 2019: Adoration